# حمض البروميك
 حمض البروميك  هو حمض أكسجيني للبروم صيغته HBrO3، وهو يوجد فقط على شكل محلول.

## التحضير
يحضر هذا الحمض من ملحه، من تفاعل برومات الباريوم مع حمض الكبريتيك الممدد:
{\displaystyle \mathrm {Ba(BrO_{3})_{2}+H_{2}SO_{4}\longrightarrow BaSO_{4}\downarrow +\ 2\ HBrO_{3}} }

## الخواص
يستحصل هذا الحمض على شكل محلول فقط، ولا يمكن الحصول على شكل صلب منه؛ من جهة أخرى تدعى أملاح هذا الحمض باسم برومات.
لا يعد هذا الحمض من المركبات المستقرة، إذ يتفكك بالتراكيز المرتفعة إلى البروم والأكسجين:
{\displaystyle \mathrm {4\ HBrO_{3}\longrightarrow 2\ Br_{2}+5\ O_{2}+2\ H_{2}O} }